# Проездной документ беженца

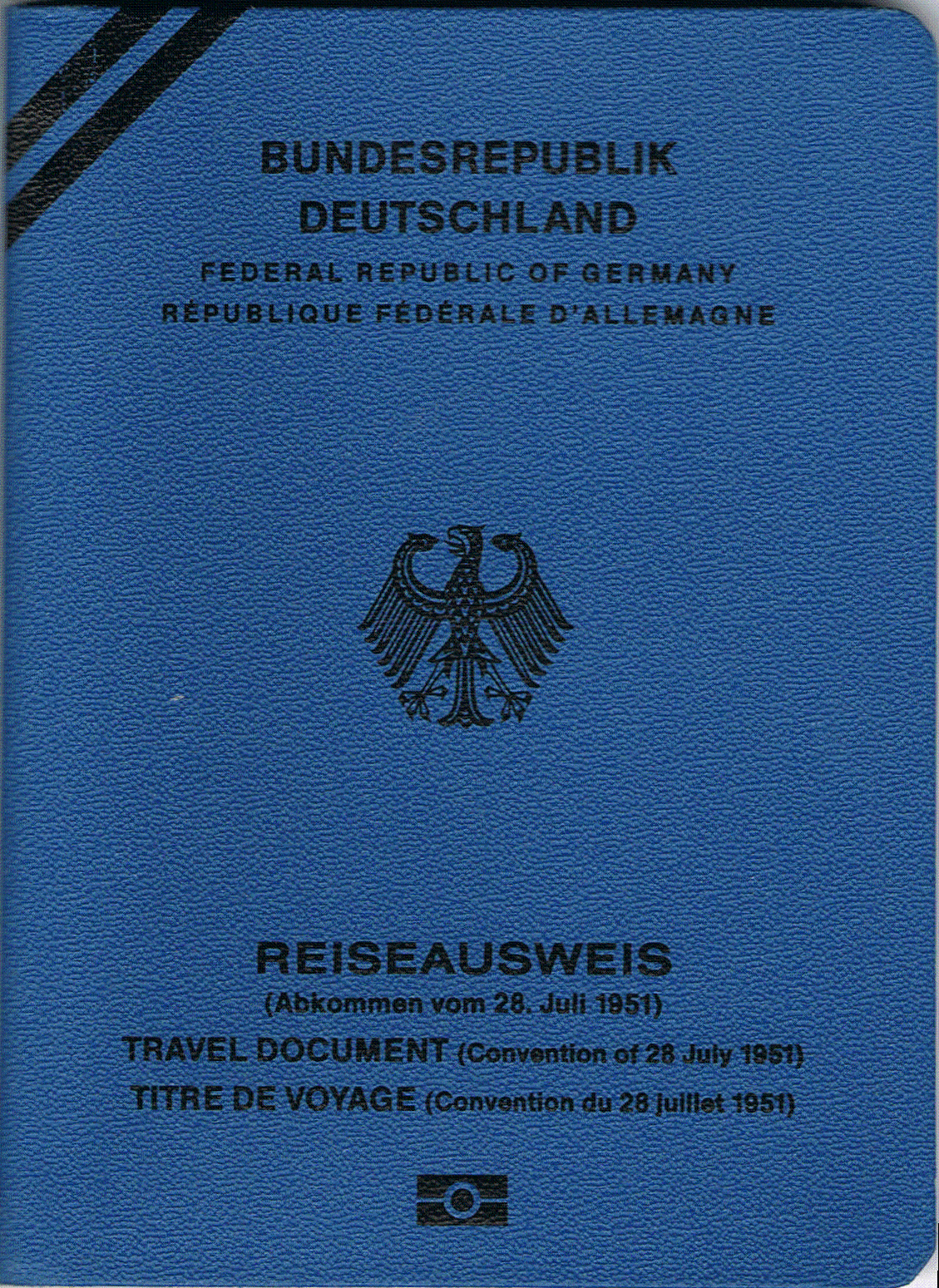

Проездной документ для беженцев (также «конвенционный паспорт» и «женевский паспорт») — заменитель паспорта, выдаваемый беженцу в соответствии с определением Женевской конвенции о беженцах 1951 года. Правовой основой является статья 28 конвенции. Люди, преследуемые в стране происхождения, не могут полагаться на паспорт своей страны, и нуждаются в отдельном документе, в качестве которого и выступает «проездной документ для беженцев».
Первым проездным документом для беженцев был «нансеновский паспорт», который выдавался Лигой наций беженцам без гражданства в период с 1922 по 1938 годы. Он и стал прототипом «проездного документа для беженцев».

## Условия получения и использования
Порядок выдачи проездных документов беженцам более подробно регламентирован в приложении к конвенции о беженцах. Среди прочего они включают:
- Проездной документ должен быть составлен как минимум на двух языках и в любом случае на английском или французском языках.
- В него можно включить детей.
- Сборы за выдачу не могут быть выше, чем за обычные паспорта, выдаваемые государством выдачи собственным гражданам.
- За исключением особых случаев, проездной документ должен быть действителен во всем мире.
- Выдается на срок от одного до трех лет. Повторная выдача или продление осуществляется государством выдачи предыдущего документа. Однако, если владелец поселился в другом государстве и проживает там на законных основаниях, ответственность переходит к новому принимающему государству. Последний изымает старый проездной документ у беженцев и либо отправляет его обратно в страну, выдавшую его, либо уничтожает.
- Уполномоченные дипломатические представительства страны выдачи могут продлить проездные документы беженца на шесть месяцев.
- Страны-участники конвенции о правах беженцев должны признавать проездные документы беженцев, выданные другими странами-участниками.
- К проездному документу для беженцев могут быть приложены визы.
- При наличии визы страны назначения страны транзита должны выдавать транзитные визы, если нет оснований для отказа.
- За визы не может взиматься плата сверх минимальной ставки сбора за визы, выдаваемые иностранным гражданам.
- Каждая страна выдачи должна принимать владельца в течение срока действия проездного документа для беженцев, однако могут требоваться визы и другие формальности.
- Проездной документ для беженцев не обеспечивает дипломатическую и консульскую защиту.

## Другие положения международного права; шенгенское право
Европейская конвенция об отмене визового режима для беженцев от 20 апреля 1959 года, а также соглашение Совета Европы предусматривают безвизовый режим для беженцев, путешествующих с проездными документами договаривающихся сторон.
Договаривающимися сторонами в настоящее время являются: Бельгия, Дания, Германия, Финляндия, Франция, Ирландия, Исландия, Италия, Лихтенштейн, Люксембург, Мальта, Нидерланды, Норвегия, Австрия, Польша, Португалия, Румыния, Швеция, Швейцария, Словакия, Испания, Чехия и Соединенное Королевство. Хотя Франция и Соединённое Королевство ратифицировали Конвенцию, впоследствии они отказались от следования ей.
Безвизовый въезд по проездному документу беженца возможен во Франции, но не в Соединённом Королевстве.
Соглашение с аналогичной целью было заключено между Швейцарией и ФРГ (Соглашение между правительством ФРГ и Федеральным советом Швейцарии об отмене визового режима для беженцев от 4 мая 1961 г.; BGBl. 1962 г. II стр. 2330, 2331).

## Немецкое право
- Заграничные проездные документы для беженцев, выданные в соответствии с Женевской конвенцией о беженцах (то есть договаривающимися государствами), принимаются в Германии в качестве замены паспорта.
- Владельцы проездных документов для беженцев освобождаются от необходимости получения визы или вида на жительство для въезда и краткосрочного пребывания, если документ был выдан страной ЕС или ЕЭЗ, Швейцарией или страной, гражданам которой не требуется виза для краткосрочного пребывания, если проездной документ содержит право на возвращение, действующее в течение четырёх месяцев с даты въезда. Также въезжающие не должны заниматься оплачиваемой работой. Четырёхмесячный период не распространяется на страны, в которых действует Европейская конвенция об отмене обязательной визы для беженцев от 20 апреля 1959 г.
- Немецкие проездные документы для беженцев заменяют паспорта. Как правило, проездные документы для беженцев изымаются, если условия получения больше не выполняются.
- За выдачу взимается плата в размере 60 евро, для лиц моложе 24 лет — 38 евро, а для лиц моложе 12 лет — 13 евро. Продление удостоверений личности больше невозможно; по истечении срока действия необходимо выдать новое удостоверение личности. 30 евро взимается за временные проездные документы; эти разрешения могут быть продлены за плату в размере 20 евро.